# Club Patín Cibeles
Le Club Patín Cibeles ou CP Cibeles est un club  de rink hockey asturien de la ville d'Oviedo fondé en 1953 et disparu en 1987.
Le club est proclamé vainqueur de la Coupe du Roi de 1980 en devenant alors la première équipe non catalan en obtenir ce trophée.Seuls le HC Liceo et le Dominicos ont depuis rééditer cette même performance. Le club gagna en finale  en s'imposant face au FC Barcelone par 4-0.
En 1981, Cibeles arrive de nouveau en finale de la Coupe du Roi, et encore face au FC Barcelone. Mais lors de cette revanches les rouges et bleus s'imposèrent par 5-2. En parallèle, 1981 est une saison historique pour Cibeles qui dispute aussi la finale de la Coupe d'Europe des vainqueurs de coupe, mais est battu par le Sporting CP.
À son apogée, Cibeles participa deux fois à la Coupe d'Europe des vainqueurs de coupe et compte trois participation en Coupe CERS. À côté de cela, le club s'impose à plusieurs occasions en Première Division.
Le CP Cibeles disparait en 1987.

## Parcours
En 1974, le club accède pour la première fois au plus haut-niveau espagnol, alors appelé Division d'Honneur, après avoir terminé à la seconde place en Première Division à l'issue de la saison 1974. 
| Saison             | 1975 | 1976 | 1977 | 1978 | 1979 | 1980 | 1981 | 1982 | 1983 | 1984 | 1985 | 1986 | 1987 |
| ------------------ | ---- | ---- | ---- | ---- | ---- | ---- | ---- | ---- | ---- | ---- | ---- | ---- | ---- |
| Division d'Honneur | 9e   | 11e  | 6e   | 10e  | 6e   | 9e   | 7e   | 3e   | 7e   | 9e   | 4e   | 10e  | 6e   |

Au terme de la saison 1987, Cibeles se classe 6e du championnat avec 27 points, en battant au Palais des Sports d'Oveido, le club de Noia par 11 buts à 0. Le dernier but de Cibeles est marqué par Lolo Paredes.
Le 3 juin 1987, le club de Cibeles disparait.

## Palmarès
- 1 Coupe du Roi : 1980

### Source de la traduction
- (ca) Cet article est partiellement ou en totalité issu de l’article de Wikipédia en catalan intitulé « Club Patín Cibeles » (voir la liste des auteurs).